# 约翰·芒福德
约翰·芒福德（英語：John Mumford，1918年4月12日—1999年7月16日），澳大利亚男子田径运动员。他曾代表澳大利亚参加1938年大英帝国运动会田径比赛，获得男子110码和男子220码银牌。